# ألفرد وايت (لاعب كريكت)
ألفرد وايت (28 فبراير 1854 في المملكة المتحدة - ) (بالإنجليزية: Alfred White)‏ هو لاعب كريكت بريطاني. لعب مع نادي مقاطعة سري للكريكت ‏.

## وصلات خارجية
- ألفرد وايت على موقع إي آس بي آن كريك إنفو (الإنجليزية)